# Diari de Murasaki Shikibu

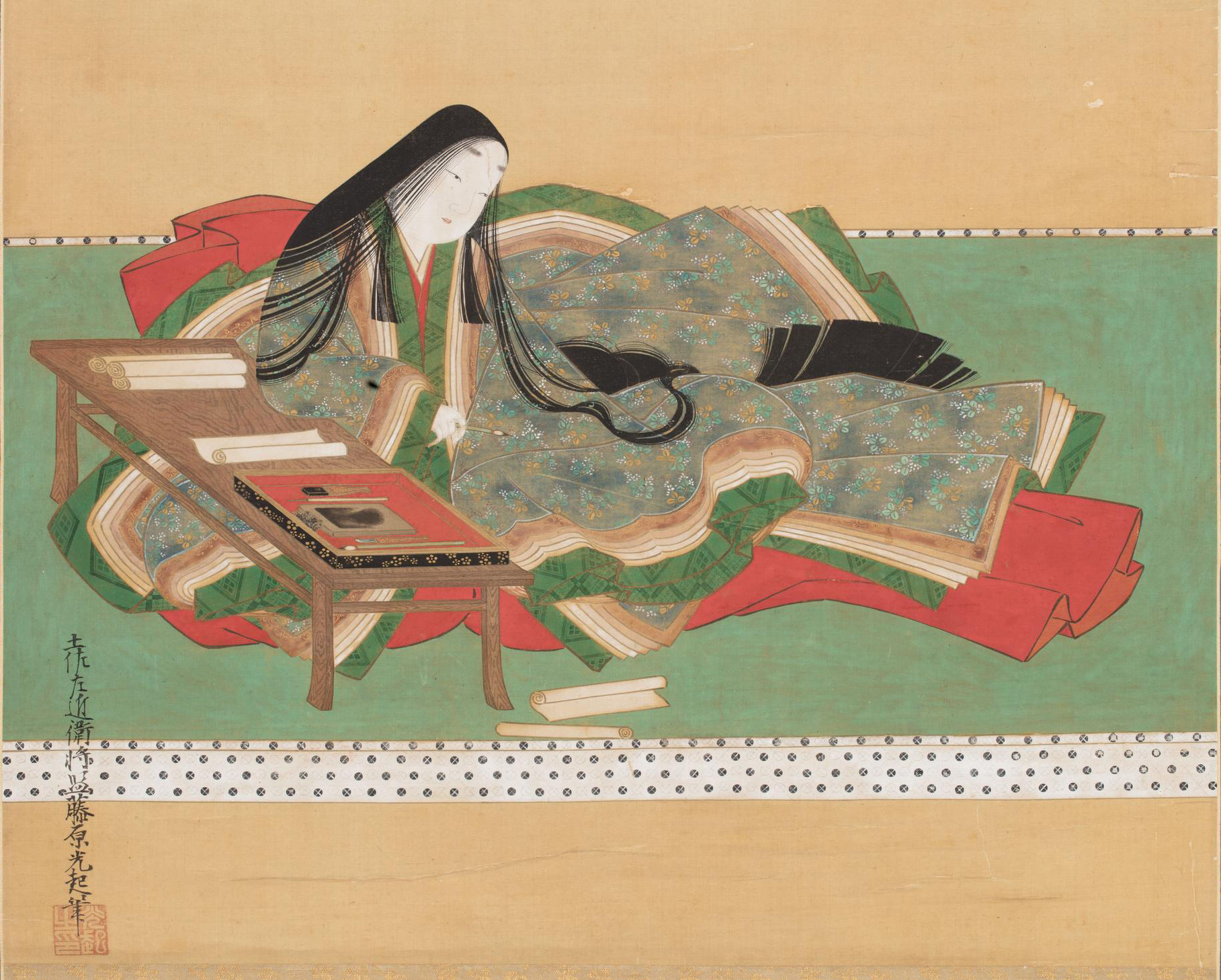
Murasaki Shikibu, il·lustració de Tosa Mitsuoki, qui realitzà una sèrie sobre el Genji Monogatari

El Diari de Murasaki Shikibu (紫式部日記 Murasaki Shikibu Nikki) és un recull diari de la vida de Murasaki Shikibu, l'autora del Genji Monogatari. Cobreix el període que va des de la tardor del 1008, quan l'emperadriu Akiko estava a punt de donar a llum, fins a les festes d'Any Nou del 1010. El diari il·lustra una part de la vida i les activitats diàries que no es mencionen en els cròniques històriques. També mostra la valoració que té l'autora de les seves col·legues Izumi Shikibu i Akazome Emon, i de la seva rival Sei Shōnagon, així com del punt de vista de la vida de l'autora.
Durant el segle xiii (durant el període Kamakura, un artista desconegut va pintar el Murasaki Shikibu Nikki Emaki (rotlle il·lustrat en color).